# Beghelli
Beghelli S.p.A. è un'azienda italiana che opera nel settore elettronico e della sicurezza.
È quotata alla Borsa di Milano nell'indice FTSE Italia Small Cap.

## Storia
La prima lampada portatile d'emergenza con nome Beghelli risale al 1978, quando Gian Pietro Beghelli (1945), gestore di tre piccole aziende artigianali per l'assemblaggio elettromeccanico, progetta tale apparecchio in seguito a una copiosa nevicata che causa diversi giorni di black out sulle colline di Monteveglio, alle porte di Bologna. In seguito realizza la prima lampada d'emergenza a installazione fissa e nel 1982 fonda la Beghelli per la produzione di apparecchiature per l'illuminazione. Ampliando nel tempo l'attività, dall'illuminazione per l'emergenza all'illuminazione a risparmio energetico sino ai sistemi elettronici per la sicurezza domestica e industriale: sistemi antintrusione, rivelatori di gas, teleassistenza e telesoccorso. Nel 1998 quota l'azienda in Borsa.
A metà degli anni novanta lancia il Telesalvalavita, un sistema di telesoccorso pensato per anziani e persone non autosufficienti che permette di inviare ad una serie di numeri telefonici memorizzati, da scegliere tra quelli di familiari e conoscenti, delle chiamate di soccorso premendo un tasto su un telecomando. In seguito nasce il Centro SOS Beghelli, una centrale operativa che rimane attiva tutto l'anno e per l'intero arco della giornata, a cui possono essere collegati i dispositivi Beghelli in modo da fornire assistenza in tempo reale agli anziani in difficoltà. Con il tempo, il salvavita per le persone anziane diventerà un portatile connesso al telefonino. Una soluzione più completa per la sicurezza domestica è fornita da Intelligent Beghelli, un sistema integrato che può essere collegato con il Centro SOS del Gruppo. Per promuoverlo in televisione, lo stesso Gian Pietro Beghelli s'impegna personalmente nello spot pubblicitario. Ricorre invece a Robert De Niro per lo spot con cui presenta al mercato Illumina 626, la lampada per illuminazione a risparmio energetico.
Tra il 1999 e il 2000 inizia l'espansione all'estero. Acquisisce la Elplast nella Repubblica Ceca con sede a Brno e specializzata nella produzione di plafoniere di metallo, la canadese Luxnet (diventerà poi la Beghelli Canada) produttrice di apparecchi di illuminazione e di emergenza, la tedesca Praezisa, produttrice di sistemi centralizzati di emergenza e secondo operatore sul mercato tedesco dell'illuminazione d'emergenza. Apre all'estero anche filiali, dagli Stati Uniti alla Cina.
Nel 2009 lancia un servizio per i Comuni che prevede l'installazione di impianti di illuminazione di nuova generazione a costo zero, che si ripagano, cioè, nell'arco di 7-8 anni, con il risparmio di energia ottenuto. Finisce invece in mezzo alla crisi economica (aggravata anche dal taglio agli incentivi al fotovoltaico) con una pesante esposizione e con le banche che congelano i crediti. Nel 2013, con il fatturato in calo, i magazzini pieni di prodotti e i conti in rosso, scatta il piano di risanamento con il congelamento dei debiti con le banche, il ridimensionamento della produzione e il ricorso alla cassa integrazione guadagni. Dal 2015 inizia la ripresa, con un centro ricerca composto da un centinaio di persone e con nuovi prodotti, come l'apparecchio a led intelligenti che autoregola l'illuminazione in base alla luce esterna e al numero delle persone nella stanza.
In azienda lavorano già da tempo i tre figli del fondatore: Luca (nato nel 1970) si occupa del marketing, Graziano (nato nel 1974) segue il commerciale, Maurizio (nato nel 1981) i servizi.

## Consiglio d'amministrazione
- Presidente e amministratore delegato: Gian Pietro Beghelli
- Consigliere: Luca Beghelli
- Consigliere: Graziano Beghelli
- Consigliere: Maurizio Beghelli
- Consigliere: Paolo Caselli
- Consigliere: Maria Teresa Cariani
- Consigliere: Giuliana Maria Rachele Durand
- Consigliere: Fabio Pedrazzi
- Consigliere: Daria Maccaferri
- Consigliere: Raffaella Martone
- Consigliere: Giovanni Pecci
- Consigliere: Gianluca Settepani

(in carica per tre anni fino al 31 dicembre 2020. Fonte: bilancio 2017).

## Azionariato
L'azionariato comunicato alla Consob è il seguente:
- Gian Pietro Beghelli: 58,095%
- Altri azionisti: 43,830%

## Principali partecipazioni
- Beghelli Servizi - Monteveglio (BO) - 100% (attiva nel campo della sicurezza della persona, anche nei luoghi di lavoro, tramite la centrale operativa SOS Beghelli)
- Elettronica Cimone S.r.l. - Pievepelago (MO) - 100% (centro di produzione di tutti i componenti elettronici dei prodotti Beghelli)
- Beghelli Savigno - 100% (sede sulle colline bolognesi, è un centro di produzione dei componenti stampati per i prodotti Beghelli)
- Beghelli Canada Inc. - Canada - 100% (in seguito all'acquisizione nel 2000 della Luxnet)
- Beghelli USA - USA - 90% (sede nel sud della Florida)
- Beghelli de Mexico - Messico - 100%
- Beghelli Praezisa - Germania - 100% (acquisita nel 2000)
- Beghelli Elplast - Repubblica Ceca - 100% (acquisita nel 1999)
- Beghelli Hungary - Ungheria - (sede a Budapest)
- Beghelli Polska - Polonia - 100%
- Beghelli Asia Pacific - Hong Kong - 60%
- Beghelli China - Cina - 100% (produce e vende prodotti di illuminazione)

## Dati economici
Il gruppo Beghelli ha registrato, nel 2016, un fatturato di 180,4 milioni di euro (con l'export che incide per il 48%), un EBIT (risultato ante oneri finanziari) di 19,1 milioni, utili per 3,8 milioni, un indebitamento finanziario netto di 68,5 milioni
Nel 2017, i ricavi sono stati di 177,9 milioni (-1,4%) con le esportazioni che incidono per il 50,7%, un EBITDA (margine operativo lordo) pari a 22,7 milioni (+19%), EBIT a 11,7 milioni, utili di 3,5 milioni (-8,4%).